# Argentinië op de Olympische Zomerspelen 2000
Argentinië nam deel aan de Olympische Zomerspelen 2000 in Sydney, Australië. Het Zuid-Amerikaanse land won vier medailles, waarvan twee zilveren en twee bronzen. Hiermee eindigde Argentinië op de 57ste plaats in het medailleklassement.

## Medaillewinnaars
| Sport | Olympiër | Onderdeel   | Medaille |
| --- | --- | ----------- | -------- |
| Voetbal | \| vrouwen hockeyelftal \| vrouwen hockeyelftal \| \| ---------------------------------------------------------------------------------------------------------------------------------------------------------------------------------------------------------------------------------------------------------------------- \| -------------------- \| \| Mariela Antoniska Soledad García Magdalena Aicega María Paz Ferrari Anabel Gambero Ayelén Stepnik Inés Arrondo Luciana Aymar Vanina Oneto Jorgelina Rimoldi Karina Masotta Paola Vukojicic Laura Maiztegui Mercedes Margalot María de la Paz Hernández Cecilia Rognoni \| \| | vrouwen     | Zilver   |
| Zeilen | Carlos Espínola | mistral (m) | Zilver   |
| Zeilen | Javier Conte Juan de la Fuente | 470 (m)     | Brons    |
| Zeilen | Serena Amato | europe (v)  | Brons    |
| vrouwen hockeyelftal | |             |          |
| Mariela Antoniska Soledad García Magdalena Aicega María Paz Ferrari Anabel Gambero Ayelén Stepnik Inés Arrondo Luciana Aymar Vanina Oneto Jorgelina Rimoldi Karina Masotta Paola Vukojicic Laura Maiztegui Mercedes Margalot María de la Paz Hernández Cecilia Rognoni | |             |          |

## Deelnemers en resultaten per onderdeel

### Atletiek
| Olympiër           | Discipline               | Resultaat | Prestatie                            |
| ------------------ | ------------------------ | --------- | ------------------------------------ |
| Gabriel Simon      | 100m (m)                 | 58e       | serie 11: 5e in 10,56                |
| Carlos Gats        | 200m (m)                 | 46e       | serie 7: 5e in 21,15                 |
| Gustavo Aguirre    | 400m (m)                 | 58e       | serie 2: 5e in 47,03                 |
| Oscar Cortínez     | marathon (m)             | 58e       | 2:25.01                              |
| Marcelo Pugliese   | discuswerpen (m)         | 37e       | kwalificatie groep A: 19e met 56,30m |
| Juan Ignacio Cerra | kogelslingeren (m)       | 27e       | kwalificatie groep B: 15e met 72,86m |
|                    |                          |           |                                      |
| Elisa Cobanea      | 5000m (v)                | 42e       | serie 1: 14e in 16.16,58             |
| Veronica de Paoli  | 100m horden (v)          | 38e       | serie 2: 8e in 14,61                 |
| Andrea Avila       | verspringen (v)          | 31e       | kwalificatie groep B: 15e met 6,11m  |
| Solange Witteveen  | hoogspringen (v)         | 20e       | kwalificatie groep B: 9e met 1,89m   |
| Alejandra Garcia   | polsstokhoogspringen (v) | 18e       | kwalificatie groep A: 9e met 4,15m   |

### Boksen
| Olympiër                | Discipline | Resultaat | Prestatie                                                                                |
| ----------------------- | ---------- | --------- | ---------------------------------------------------------------------------------------- |
| Omar Andrés Narváez     | -51kg (m)  | 9e        | 1e ronde: W van PUR Valcarcel: 12-6 2e ronde: V van UKR Sidorenko: 10-16                 |
| Ceferino Labarda        | -54kg (m)  | 17e       | 1e ronde: V van RUS Malakhbekov: RSC                                                     |
| Israel Héctor Perez     | -57kg (m)  | 5e        | 1e ronde: vrij 2e ronde: W van SWZ Simelane: RSC kwartfinale: V van MAR Tamsamani: 18-21 |
| Victor Hugo Castro      | -64kg (m)  | 17e       | 1e ronde: V van GER Huste: 3-5                                                           |
| Guillermo Saputo        | -67kg (m)  | 17e       | 1e ronde: V van UKR Dotsenko: 7-12                                                       |
| Mariano Natalio Carrera | -75kg (m)  | 17e       | 1e ronde: V van TUR Kuloğlu: RSC                                                         |
| Hugo Garay              | -81kg (m)  | 17e       | 1e ronde: V van KAZ Orazaliev: RSC                                                       |

### Gewichtheffen
| Olympiër    | Discipline | Resultaat | Prestatie                                                      |
| ----------- | ---------- | --------- | -------------------------------------------------------------- |
| Nora Koppel | -63kg (m)  | 8e        | trekken: 8e met 80 kg stoten: 7e met 102,5 kg totaal: 182,5 kg |

### Gymnastiek
| Olympiër       | Discipline               | Resultaat | Prestatie     |
| -------------- | ------------------------ | --------- | ------------- |
| Melina Sirolli | meerkamp individueel (v) | 48e       | 36,405 punten |
| Melina Sirolli | vloer (v)                | 49e       | 9,162 punten  |
| Melina Sirolli | sprong (v)               | 38e       | 9,256 punten  |
| Melina Sirolli | brug (v)                 | 71e       | 9,037 punten  |
| Melina Sirolli | balk (v)                 | 67e       | 8,950 punten  |

### Hockey

#### Mannen
| Olympiër | Discipline | Resultaat | Prestatie |
| --- | ---------- | --------- | --- |
| Pablo Moreira Juan Pablo Hourquebie Máximo Pellegrino Matias Vila Ezequiel Paulón Mariano Chao Mario Almada Carlos Retegui Rodrigo Vila Tomás MacCormik Santiago Capurro Marcos Riccardi Jorge Lombi Fernando Zylberberg Germán Orozco Fernando Oscaris | mannen     | 8e        | groepsfase: 4e V van India: 0-3 G tegen Zuid-Korea: 2-2 G tegen Polen: 5-5 V van Australië: 1-2 W van Spanje: 5-1 5-8e plek: V van Duitsland: 2-6 7-8e plek: V van India: 1-3 |

| Groep B |            |             |             |             |             |            |            |            |        |
| #       | Land       | Wedstrijden | Wedstrijden | Wedstrijden | Wedstrijden | Doelpunten | Doelpunten | Doelpunten | Punten |
| #       | Land       | G           | W           | G           | V           | V          | T          | Saldo      | Punten |
| 1       | Australië  | 5           | 3           | 2           | 0           | 12         | 6          | +6         | 11     |
| 2       | Zuid-Korea | 5           | 2           | 2           | 1           | 9          | 7          | +2         | 8      |
| 3       | India      | 5           | 2           | 2           | 1           | 9          | 7          | +2         | 8      |
| 4       | Argentinië | 5           | 1           | 2           | 2           | 13         | 13         | 0          | 5      |
| 5       | Polen      | 5           | 1           | 2           | 2           | 12         | 14         | -2         | 5      |
| 6       | Spanje     | 5           | 0           | 2           | 3           | 7          | 15         | -8         | 2      |

| Ronde        | Datum  | Plaats     | Land | Score      | Land |
| ------------ | ------ | ---------- | ---- | ---------- | ---- |
| Groepsfase   |        |            |      |            |      |
| 17 september | Sydney | Argentinië | 0-3  | India      |      |
| 19 september | Sydney | Argentinië | 2-2  | Zuid-Korea |      |
| 21 september | Sydney | Argentinië | 5-5  | Polen      |      |
| 23 september | Sydney | Australië  | 2-1  | Argentinië |      |
| 25 september | Sydney | Spanje     | 1-5  | Argentinië |      |
| 5-8e plaats  |        |            |      |            |      |
| 28 september | Sydney | Duitsland  | 6-2  | Argentinië |      |
| 7-8e plaats  |        |            |      |            |      |
| 29 september | Sydney | India      | 3-1  | Argentinië |      |

#### Vrouwen
| Olympiër | Discipline | Resultaat | Prestatie |
| --- | ---------- | --------- | --- |
| Mariela Antoniska Soledad García Magdalena Aicega María Paz Ferrari Anabel Gambero Ayelén Stepnik Inés Arrondo Luciana Aymar Vanina Oneto Jorgelina Rimoldi Karina Masotta Paola Vukojicic Laura Maiztegui Mercedes Margalot María de la Paz Hernández Cecilia Rognoni | vrouwen    | Zilver    | groepsfase: 2e W van Zuid-Korea: 3-2 W van Groot-Brittannië: 2-1 V van Australië: 1-3 V van Spanje: 0-1 medaillefase: 2e W van Nederland: 3-1 W van China: 2-1 W van Nieuw-Zeeland: 7-1 finale: V van Australië: 1-3 |

| Groep C |                  |             |             |             |             |            |            |            |        |
| #       | Land             | Wedstrijden | Wedstrijden | Wedstrijden | Wedstrijden | Doelpunten | Doelpunten | Doelpunten | Punten |
| #       | Land             | G           | W           | G           | V           | V          | T          | Saldo      | Punten |
| 1       | Australië        | 4           | 3           | 1           | 0           | 9          | 3          | +6         | 10     |
| 2       | Argentinië       | 4           | 2           | 0           | 2           | 5          | 6          | -1         | 6      |
| 3       | Spanje           | 4           | 1           | 2           | 1           | 2          | 3          | -1         | 5      |
| 4       | Groot-Brittannië | 4           | 1           | 1           | 2           | 5          | 5          | 0          | 4      |
| 5       | Zuid-Korea       | 4           | 0           | 2           | 2           | 4          | 8          | -4         | 2      |

| Ronde        | Datum  | Plaats           | Land | Score      | Land |
| ------------ | ------ | ---------------- | ---- | ---------- | ---- |
| Groepsfase   |        |                  |      |            |      |
| 16 september | Sydney | Zuid-Korea       | 2-3  | Argentinië |      |
| 18 september | Sydney | Groot-Brittannië | 0-1  | Argentinië |      |
| 20 september | Sydney | Australië        | 3-1  | Argentinië |      |
| 21 september | Sydney | Argentinië       | 0-1  | Spanje     |      |

| Medaillegroep |               |             |             |             |             |            |            |            |        |
| #             | Land          | Wedstrijden | Wedstrijden | Wedstrijden | Wedstrijden | Doelpunten | Doelpunten | Doelpunten | Punten |
| #             | Land          | G           | W           | G           | V           | V          | T          | Saldo      | Punten |
| 1             | Australië     | 5           | 4           | 1           | 0           | 17         | 3          | +14        | 13     |
| 2             | Argentinië    | 5           | 3           | 0           | 2           | 13         | 7          | +6         | 9      |
| 3             | Nederland     | 5           | 2           | 0           | 3           | 8          | 14         | -6         | 6      |
| 4             | Spanje        | 5           | 1           | 3           | 1           | 5          | 5          | 0          | 6      |
| 5             | China         | 5           | 1           | 1           | 3           | 4          | 10         | -6         | 4      |
| 6             | Nieuw-Zeeland | 5           | 1           | 1           | 3           | 8          | 16         | -8         | 4      |

| Ronde        | Datum  | Plaats     | Land | Score         | Land |
| ------------ | ------ | ---------- | ---- | ------------- | ---- |
| Medaillefase |        |            |      |               |      |
| 24 september | Sydney | Argentinië | 3-1  | Nederland     |      |
| 25 september | Sydney | Argentinië | 2-1  | China         |      |
| 27 september | Sydney | Argentinië | 7-1  | Nieuw-Zeeland |      |
| Finale       |        |            |      |               |      |
| 29 september | Sydney | Australië  | 3-1  | Argentinië    |      |

### Judo
| Olympiër          | Discipline | Resultaat | Prestatie |
| ----------------- | ---------- | --------- | --- |
| Jorge Lencina     | -60kg (m)  | 21e       | 1e ronde: V van KGZ Smagulov: ippon |
| Martín Ríos       | -66kg (m)  | 21e       | 1e ronde: V van RUS Matsiev: waza-ari |
| Sebastián Alquati | -73kg (m)  | 13e       | 1e ronde: W van BAR Payne: ippon 2e ronde: V van KOR Yong-sin: waza-ari herkansingen: V van USA Pedro: waza-ari                                            |
| Dario García      | -81kg (m)  | 13e       | 1e ronde: W van AZE Azizov: ippon 2e ronde: W van ESP Echarte: koka 3e ronde: V van JPN Takimoto: ippon herkansingen: V van KAZ Seilkhanov: ippon          |
| Eduardo Costa     | -90kg (m)  | 9e        | 1e ronde: W van ITA Monti: ippon 2e ronde: W van KOR Sung-yeon: ippon kwartfinale: V van FRA Demontfaucon: ippon herkansingen: V van UKR Mashurenko: ippon |
| Alejandro Bender  | -100kg (m) | 21e       | 1e ronde: vrij 2e ronde: V van LTU Paškevičius: ippon |
| Orlando Baccino   | +100kg (m) | 17e       | 1e ronde: vrij 2e ronde: W van HUN Csősz: ippon 3e ronde: V van CHN Song: ippon                                                                            |
|                   |            |           | |
| Carolina Mariani  | -52kg (v)  | 9e        | 1e ronde: vrij 2e ronde: W van TPE Pei-chun: koka kwartfinale: V van CUB Verdecia: herkansingen: V van ESP León: ippon                                     |
| Daniela Krukower  | -70kg (v)  | 9e        | 1e ronde: W van GUI Sonah Bah: ippon 2e ronde: V van GBR Howey: waza-ari herkansingen: V van NED Bosch: koka                                               |

### Kanovaren
| Olympiër                                       | Discipline    | Resultaat | Prestatie                                                                     |
| ---------------------------------------------- | ------------- | --------- | ----------------------------------------------------------------------------- |
| Javier Correa                                  | K-1 500m (m)  | 17e       | serie 4: 1e in 1.41,557 halve finale 3: 6e in 1.42,784                        |
| Javier Correa                                  | K-1 1000m (m) | 5e        | serie 2: 2e in 3.37,849 halve finale 3: 1e in 3.37,975 finale: 5e in 3.35,687 |
| Fernando Martin Redondo Abelardo Andres Sztrum | K-2 1000m (m) | 17e       | serie 1: 9e in 3.24,324                                                       |

### Schoonspringen
| Olympiër      | Discipline   | Resultaat | Prestatie                        |
| ------------- | ------------ | --------- | -------------------------------- |
| Javier Correa | 3m plank (v) | 40e       | voorronde: 40e met 185,61 punten |

### Paardensport
| Olympiër      | Discipline                 | Resultaat | Prestatie |
| ------------- | -------------------------- | --------- | --- |
| Martín Dopazo | springconcours individueel | 18e       | kwalificatie ronde 1: 4e met 2,25 strafpunten kwalificatie ronde 2: 48e met 12 strafpunten kwalificatie ronde 3: 39e met 12 strafpunten finale ronde A: 20e met 12 strafpunten finale ronde B: 11e met 5,50 strafpunten |

### Roeien
| Olympiër                      | Discipline             | Resultaat | Prestatie                                                                                                  |
| ----------------------------- | ---------------------- | --------- | --- |
| Sergio Fernández González     | skiff (m)              | 16e       | serie 3: 4e in 7.20,65 herkansingen: 3e in 7.13,68 halve finale C/D: 2e in 7.21,46 finale C: 4e in 7.09,43 |
| Damián Ordás Diego Aguirre    | lichte dubbel-twee (m) | 13e       | serie 1: 3e in 6.40,16 herkansingen: 3e in 6.41,10 finale C: 1e in 6.29,19                                 |
| Ulf Lienhard Sebastián Massa  | twee-zonder (m)        | 13e       | serie 1: 4e in 6.55,74 herkansingen: 4e in 6.52,38                                                         |
|                               |                        |           | |
| Paola López                   | skiff (v)              | 16e       | serie 2: 4e in 8.05,65 herkansingen: 3e in 8.03,83 halve finale C/D: 2e in 8.13,05 finale C: 3e in 8.03,11 |
| María Garisoain Marisa Peguri | lichte dubbel-twee (v) | 18e       | serie 3: 5e in 7.30,74 herkansingen: 4e in 7.28,19 finale C: niet gestart                                  |

### Schermen
| Olympiër          | Discipline | Resultaat | Prestatie                                                          |
| ----------------- | ---------- | --------- | ------------------------------------------------------------------ |
| Leandro Marchetti | floret (m) | 33e       | 1e ronde: V van FRA Guyart: 6-15                                   |
| Diego Drajer      | sabel (m)  | 33e       | 1e ronde: V van GBR Williams: 13-15                                |
|                   |            |           |                                                                    |
| Alejandra Carbone | floret (v) | 17e       | 1e ronde: W van JPN Shimada: 15-13 2e ronde: V van CHN Aihua: 8-15 |

### Schietsport
| Olympiër              | Discipline                 | Resultaat | Prestatie                                             |
| --------------------- | -------------------------- | --------- | ----------------------------------------------------- |
| Pablo Álvarez         | 10m luchtgeweer (m)        | 31e       | kwalificatie: 31e met 586 punten (99-94-97-98-99-99)  |
| Pablo Álvarez         | 50m geweer 3 houdingen (m) | 33e       | kwalificatie: 33e met 1150 punten (395-378-377)       |
| Pablo Álvarez         | 50m geweer liggend (m)     | 49e       | kwalificatie: 49e met 582 punten (96-98-94-98-100-96) |
| Daniel Felizia        | 25m snelvuurpistool (m)    | 18e       | kwalificatie: 18e met 571 punten (288-283)            |
| Jorge Mario Guarnieri | trap (m)                   | 23e       | kwalificatie: 23e met 109 punten (60-49)              |
|                       |                            |           |                                                       |
| Amelia Fournel        | 10m luchtgeweer (v)        | 28e       | kwalificatie: 28e met 390 punten (98-96-97-99)        |
| Amelia Fournel        | 50m geweer 3 houdingen (v) | 41e       | kwalificatie: 41e met 542 punten (188-177-177)        |

### Taekwondo
| Olympiër            | Discipline | Resultaat | Prestatie |
| ------------------- | ---------- | --------- | --- |
| Gabriel Taraburelli | -58kg (m)  | 4e        | voorronde: vrij kwartfinale: W van PHI Cruz: 7-5 halve finale: V van GRE Mouroutsos: 1-2 herkansingen: W van MAR Sekkat: 5-4 bronzen finale: V van TPE Chih-hsiung: 0-3 |
| Alejandro Hernando  | -68kg (m)  | 9e        | voorronde: vrij kwartfinale: V van IRI Saei: 0-3 |

### Tafeltennis
| Olympiër                 | Discipline     | Resultaat | Prestatie                                                       |
| ------------------------ | -------------- | --------- | --------------------------------------------------------------- |
| Liu Song                 | enkelspel (m)  | 33e       | groep M: 2e V van GER Boll: 1-3 W van QAT Al-Hammadi: 3-1       |
| Liu Song Pablo Tabachnik | dubbelspel (m) | 17e       | groep A: 3e V van FRA Eloi/Legout: 0-2 V van CAN Huang/Liu: 1-2 |

### Tennis
| Olympiër                            | Discipline     | Resultaat | Prestatie |
| ----------------------------------- | -------------- | --------- | --- |
| Juan Ignacio Chela                  | mannen         | 17e       | 1e ronde: W van FRA Escudé: 6-7(5), 7-5, 6-1 2e ronde: V van RUS Kafelnikov: 6-7(4), 4-6                                |
| Gastón Gaudio                       | mannen         | 33e       | 1e ronde: V van BLR Voltsjkov: 6-7(4), 6-4, 1-6                                                                         |
| Franco Squillari                    | mannen         | 33e       | 1e ronde: V van MAR Alami: 4-6, 6-7(5)                                                                                  |
| Mariano Zabaleta                    | mannen         | 9e        | 1e ronde: W van CHI Ríos: 6-7(8), 6-4, 7-5 2e ronde: W van USA Tarango: 6-2, 6-3 3e ronde: V van BLR Mirni: 6-7(4), 2-6 |
| Juan Ignacio Chela Mariano Zabaleta | dubbelspel (m) | 17e       | 1e ronde: V van ESP Corretja/Costa: 3-6, 4-6                                                                            |
|                                     |                |           | |
| Florencia Labat                     | vrouwen        | 33e       | 1e ronde: V van NED Oremans: 2-6, 4-6                                                                                   |
| María Emilia Salerni                | vrouwen        | 17e       | 1e ronde: W van BLR Zverava: 6-3, 4-6, 6-2 2e ronde: V van AUT Schett: 6-7(5), 4-6                                      |
| Paola Suárez                        | vrouwen        | 33e       | 1e ronde: V van USA Davenport: 2-6, 2-6                                                                                 |
| Laura Montalvo Paola Suárez         | dubbelspel (v) | 17e       | 1e ronde: W van ITA Farina-Elia/Grande: 6-0, 6-0 2e ronde: V van VEN Sequera/Vento-Kabchi: 4-6, 1-6                     |

### Triatlon
| Olympiër       | Discipline | Resultaat | Prestatie |
| -------------- | ---------- | --------- | --------- |
| Oscar Galíndez | mannen     | 28e       | 1:50.59   |

### Volleybal
| Olympiër | Discipline | Resultaat | Prestatie |
| Beach | Beach      | Beach     | Beach |
| --- | ---------- | --------- | --- |
| Mariano Baracetti José Salema | beach (m)  | 19e       | voorronde: V van AUS Grinlaubs/Slack: 2-15 |
| Martín Conde Esteban Martínez | beach (m)  | 9e        | voorronde: W van ITA Rafaelli/Pimponi: 15-7 2e ronde: V van POR Maia/Brenha: 3-15 |
| Indoor |            |           | |
| Marcos Milinkovic Christian Lares Leandro Maly Leonardo Patti Javier Weber Hugo Conte Juan Pablo Porello Alejandro Spajic Jerónimo Bidegain Sebastián Firpo Pablo Pereira Pablo Meana | zaal (m)   | 4e        | groepsfase: 4e W van Verenigde Staten: 3-1 (24-26, 25-23, 25-21, 25-18) W van Zuid-Korea: 3-2 (25-23, 17-25, 30-28, 25-21) V van Italië: 0-3 (40-38, 25-18, 25-14) V van Joegoslavië: 1-3 (25-21, 15-25, 23-25, 22-25) V van Rusland: 0-3 (23-25, 15-25, 20-25) kwartfinale: W van Brazilië: 3-1 (17-25, 25-21, 25-19, 27-25) halve finale: V van Rusland: 1-3 (25-27, 30-32, 25-21, 11-25) bronzen finale: V van Italië: 0-3 (16-25, 15-25, 18-25) |

| Groep B |                  |             |             |             |      |      |       |           |           |           |        |
| #       | Land             | Wedstrijden | Wedstrijden | Wedstrijden | Sets | Sets | Sets  | Setpunten | Setpunten | Setpunten | Punten |
| #       | Land             | G           | W           | V           | V    | T    | Saldo | V         | T         | Saldo     | Punten |
| 1       | Italië           | 5           | 5           | 0           | 15   | 4    | +11   | 482       | 421       | +61       | 10     |
| 2       | Rusland          | 5           | 4           | 1           | 13   | 7    | +6    | 465       | 443       | +22       | 9      |
| 3       | Joegoslavië      | 5           | 3           | 2           | 12   | 9    | +3    | 489       | 461       | +28       | 8      |
| 4       | Argentinië       | 5           | 2           | 3           | 7    | 11   | -4    | 409       | 446       | -37       | 7      |
| 5       | Zuid-Korea       | 5           | 1           | 4           | 8    | 14   | -6    | 491       | 504       | -13       | 6      |
| 6       | Verenigde Staten | 5           | 0           | 5           | 5    | 15   | -10   | 417       | 478       | -61       | 5      |

| Ronde          | Datum  | Plaats      | Land | Score            | Land |
| -------------- | ------ | ----------- | ---- | ---------------- | ---- |
| Groepsfase     |        |             |      |                  |      |
| 17 september   | Sydney | Argentinië  | 3-1  | Verenigde Staten |      |
| 19 september   | Sydney | Argentinië  | 3-1  | Zuid-Korea       |      |
| 21 september   | Sydney | Italië      | 3-0  | Argentinië       |      |
| 23 september   | Sydney | Joegoslavië | 3-1  | Argentinië       |      |
| 25 september   | Sydney | Argentinië  | 0-3  | Rusland          |      |
| Kwartfinale    |        |             |      |                  |      |
| 27 september   | Sydney | Brazilië    | 1-3  | Argentinië       |      |
| Halve finale   |        |             |      |                  |      |
| 29 september   | Sydney | Argentinië  | 1-3  | Rusland          |      |
| Bronzen finale |        |             |      |                  |      |
| 1 oktober      | Sydney | Argentinië  | 0-3  | Italië           |      |

### Wielersport
| Olympiër                                                                 | Discipline                    | Resultaat | Prestatie                    |
| Baan                                                                     | Baan                          | Baan      | Baan                         |
| ------------------------------------------------------------------------ | ----------------------------- | --------- | ---------------------------- |
| Walter Pérez                                                             | individuele achtervolging (m) | 8e        | kwalificatie: 8e in 4.30,757 |
| Walter Pérez Edgardo Simón Gonzalo Martín García Juan Guillermo Brunetta | ploegenachtervolging (m)      | 9e        | kwalificatie: 9e in 4.10,940 |
| Juan Curuchet                                                            | puntenkoers (m)               | 14e       | 8 punten                     |
| Juan Curuchet Gabriel Curuchet                                           | ploegkoers (m)                | 7e        | 9 punten                     |
| Mountainbike                                                             |                               |           |                              |
| Ignacio Gili                                                             | mountainbike (m)              | DNF       | niet gefinisht               |
|                                                                          |                               |           |                              |
| Jimena Florit                                                            | mountainbike (v)              | 20e       | 2:00.49,05                   |

### Zeilen
| Olympiër                           | Discipline  | Resultaat | Prestatie                                      |
| ---------------------------------- | ----------- | --------- | ---------------------------------------------- |
| Diego Romero                       | laser (m)   | 23e       | 162 punten: (21-25-23-10-13-21-18-28-27-4)     |
| Carlos Espínola                    | mistral (m) | Zilver    | 43 punten: (8-3-8-1-5-7-2-26-6-11-3)           |
| Javier Conte Juan de la Fuente     | 470 (m)     | Brons     | 57 punten: (11-6-8-5-30-6-3-7-1-17-10)         |
| Eduardo Farre Mariano Lucca        | star (m)    | 16e       | 119 punten: (10-15-14-15-17-14-14-14-13-14-11) |
| Santiago Lange Mariano Parada      | tornado (m) | 10e       | 75 punten: (6-13-10-3-8-5-6--17-15-14-10)      |
|                                    |             |           |                                                |
| Serena Amato                       | europe (v)  | Brons     | 51 punten: (6-159-5-2-2-6-1-14-12-8)           |
| Maria Fernanda Sesto Paula Reinoso | 470 (v)     | 12e       | 72 punten: (10-6-168-15-8-13-1-7-6-13)         |

### Zwemmen
| Olympiër                                              | Discipline            | Resultaat | Prestatie                                                   |
| ----------------------------------------------------- | --------------------- | --------- | ----------------------------------------------------------- |
| José Meolans                                          | 50m vrije slag (m)    | 27e       | serie 9: 7e in 22,90                                        |
| José Meolans                                          | 100m vrije slag (m)   | 10e       | serie 10: 6e in 49,75 (NR) halve finale 1: 4e in 49,66 (NR) |
| Agustín Fiorilli                                      | 400m vrije slag (m)   | 32e       | serie 2: 3e in 3.59,44                                      |
| Agustín Fiorilli                                      | 1500m vrije slag (m)  | 35e       | serie 2: 2e in 15.52,69                                     |
| Eduardo Otero                                         | 100m rugslag (m)      | 40e       | serie 4: 8e in 58,09                                        |
| Eduardo Otero                                         | 200m rugslag (m)      | 34e       | serie 2: 3e in 2.05,51                                      |
| Sergio Ferreyra                                       | 100m schoolslag (m)   | 53e       | serie 5: 8e in 1.05,75                                      |
| Andrés Bicocca                                        | 200m schoolslag (m)   | 37e       | serie 1: 1e in 2.20,98                                      |
| Pablo Abal                                            | 100m vlinderslag (m)  | 28e       | serie 5: 6e in 54,45                                        |
| Walter Arciprete                                      | 200m wisselslag (m)   | 45e       | serie 2: 5e in 2.08,89                                      |
| Pablo Abal Sergio Ferreyra José Meolans Eduardo Otero | 4x100m wisselslag (m) | 18e       | serie 3: 7e in 3.43,61                                      |
|                                                       |                       |           |                                                             |
| Florencia Szigeti                                     | 100m vrije slag (v)   | 23e       | serie 4: 4e in 57,20                                        |
| Florencia Szigeti                                     | 200m vrije slag (v)   | DSQ       | serie 2: gediskwalificeerd                                  |
| Cecilia Biagioli                                      | 800m vrije slag (v)   | 26e       | serie 1: 4e in 9.04,02                                      |
| Ana Carolina Aguilera                                 | 200m vlinderslag (v)  | 35e       | serie 1: 3e in 2.21,23                                      |
| María Virginia Garrone                                | 200m wisselslag (v)   | 29e       | serie 2: 5e in 2.22,98                                      |
| Georgina Bardach                                      | 400m wisselslag (v)   | 21e       | serie 1: 1e in 4.54,31 (NR)                                 |